# ハイ美術館
ハイ美術館（High Museum of Art）はアメリカ合衆国・ジョージア州アトランタにある美術館である。ウッドラフ・アート・センター（Woodruff Art Center）の一部を構成する。アトランタ随一の美術館で、11,000点の作品を所蔵している。

## 沿革
1905年にアトランタ美術協会として設立、1928年にハイ家が個人の邸宅を美術作品の展示用に寄贈し、美術館の元となった。1955年には隣接地に新館が建設された。1983年、リチャード・マイヤーの設計によって新築改装された。2005年にレンゾ・ピアノが新館を設計、ウッドラフ・アート・センターの一部として建設された。

## 収蔵作品
19世紀および20世紀のアメリカ美術、ヨーロッパ美術、装飾美術、モダン・アート、コンテンポラリー・アート、写真等を所蔵。 